# Abd al-Rahman ibn Utba al-Fihri
ʿAbd al-Raḥmān ibn ʿUtba al-Fihrī, detto Ibn Jahdam (in arabo ﻋﺒﺪ ﺍﻟﺮﺣﻤﺎﻥ ﺑﻥ ﻋﺘﺒـة ﺍﻟﻔﻬﺮﻱ‎?; fl. VII secolo), è stato nel 684 Wālī d'Egitto di ʿAbd Allāh b. al-Zubayr nel corso della Seconda Fitna.
I kharigiti d'Egitto si espressero a favore di Ibn al-Zubayr quando costui si autoproclamò Califfo a Mecca. ʿAbd Allāh inviò ʿAbd al-Raḥmān b. ʿUtba al-Fihrī alla guida della provincia egiziana. Sebbene il governatore in carica, Sa'id ibn Yazid, non frapponesse ostacoli, le élite arabe della provincia tollerarono a fatica la sua presenza e presero contatti col Califfo omayyade Marwān I a Damasco. 
Tali contatti incoraggiarono Marwān a mettersi in marcia alla volta dell'Egitto, dove invano ʿAbd al-Raḥmān cercò di opporre resistenza. Malgrado egli avesse fortificato la capitale Fusṭāṭ, e avesse inviato ad Ayla un esercito per arrestare l'avanzata delle forze omayyadi, questo fu bloccato e la flotta egiziana di ʿAbd al-Raḥmān spazzata via da una tempesta. 
Marwān entrò in Egitto senza opposizioni e, dopo un paio di giorni di scontri prima di giungere a Fusṭāṭ, l'aristocrazia urbana si arrese a lui. Ad ʿAbd al-Raḥmān fu concesso di lasciare l'Egitto con tutti i suoi beni.